# La Defensa, Castillo de Teayo
La Defensa är en ort i Mexiko.   Den ligger i kommunen Castillo de Teayo och delstaten Veracruz, i den sydöstra delen av landet, 200 km nordost om huvudstaden Mexico City. La Defensa ligger 179 meter över havet och antalet invånare är 983.
Terrängen runt La Defensa är kuperad åt nordväst, men åt sydost är den platt. Terrängen runt La Defensa sluttar österut. Runt La Defensa är det ganska tätbefolkat, med 83 invånare per kvadratkilometer. Närmaste större samhälle är Castillo de Teayo, 12,8 km nordost om La Defensa. Trakten runt La Defensa består till största delen av jordbruksmark.